# Бріньольфур Свейнссон
Бріньольфур Свейнссон (Бріньйольв; ісл. Brynjólfur Sveinsson; 1605—1675) — ісландський релігійний (лютеранський) діяч, філолог і поет.
Навчався в єпископальній школі в Скалгольті. Після її закінчення вивчав у Копенгагенському університеті філологію та філософію. Закінчивши університетський курс, Свейнссон протягом 6 років був проректором школи в Роскілле. Підтримував дружні стосунки з данським ученим та гуманістом Оле Вормом.
1638 року Свейнссона, під час підготовки до від'їзду на навчання в Нідерланди, обрали єпископом у Скалгольті. Попри спробу відмовитися від посту (у листі на ім'я данського короля Кристіана IV), у травні 1639 року Свейнссона висвячено в Копенгагені в єпископи і він пробув ним до 1674 року.
Був одруженим із Маргрет Хадльдорсдоуттір, мав у цьому шлюбі дітей.
Свейнссон відомий також тим, що виявив і зберіг для нащадків кілька ранньосередньовічних рукописів, які є цінними джерелами з історії та культури Ісландії:
- Codex Regius, із записами пісень Едди,
- Codex Upsaliensis, із записом Сноррі-Едди
- Книгу ісландців.

Свейнссон писав вірші та псалми, а також допомагав великому ісландському поету, своєму другові Г. П'єтурссону.
Портрет Б. Свейнссона прикрашає сучасну 1000-кронову ісландську банкноту.